# Buddleja cuneata
Buddleja cuneata là một loài thực vật có hoa trong họ Huyền sâm. Loài này được Cham. mô tả khoa học đầu tiên năm 1833.